# 裴棟
裴棟（？—？），山西大同府蔚州人，明朝政治人物。

## 生平
万历二十八年（1600年）庚子科山西乡试舉人，二十九年（1601年）聯捷辛丑科進士，授中牟令，调東明，風裁卓越，有经济才，卒于官。